# Заяць Ярослав Миколайович
Ярослав Миколайович Заяць (нар. 8 грудня 1960, с. Вибранівка, Жидачівський район, Львівська область, УРСР) — радянський та український футболіст, захисник та півзахисник.

## Життєпис
Народився в селі с. Вибранівка Жидачівського району. Вихованець львівських «Трудових резервів» та ОШІСПа. Футбольну кар'єру розпочав 1980 року в дублі львівських «Карпат», у футболці яких відзначився 1-м голом. На початку липня 1980 року перейшов до «Ниви», яка виступала в Другій лізі СРСР. У команді провів 5 сезонів. У 1986 році перейшов у білоцерківське «Динамо», де провів 40 матчів (2 голи) в Другій лізі СРСР. Наступного року повернувся до «Ниви», де ще провів 4 сезони.
На початку січня 1991 року виїхав до Польщі, де став гравцем «Бленкитни» (Кельці), де провів три з половиною сезони. На початку вересня 1994 року повернувся до України, де виступав за аматорський колектив «Хімік» (Вінниця), у футболці якого провів 1 поєдинок у кубку України. Проте вже в першій половині вересня 1994 року повернувся до «Ниви». У футболці вінницького клубу дебютував 10 вересня 1994 року в програному (1:2) виїзному поєдинку 8-го туру Вищої ліги України проти одеського «Чорноморця». Ярослав вийшов на поле в стартовому складі, а на 78-й хвилині його замінив Олег Федорук. У перій половині сезону 1994/95 років зіграв 9 матчів у Вищій лізі та 4 поєдинку у кубку України. На початку 1995 року став гравцем «Буковини». У футболці чернівецького клубу дебютував 4 квітня 1995 року в переможному (1:0) домашньому поєдинку 24-го туру Першої ліги України проти олександрійської «Поліграфтехніки». Ярослав вийшов на поле в стартовому складі та відіграв увесь матч. Першим голом у футболці «буковинців» відзначився 21 вересня 1995 року на 4-й хвилині переможного (2:1) домашнього поєдинку 13-го туру Першої ліги України проти київського «Динамо-2». Заяць вийшов на поле в стартовому складі та відіграв увесь матч. За два сезони, проведені в чернівецькому клубі, зіграв 63 матчі (2 голи) в Першій лізі та 3 матчі в кубку України.
На початку січня 1997 року підсилив «Десну». У футболці чернігівського клубу дебютував 16 березня 1997 року в переможному (2:0) домашньому поєдинку 16-го туру групи А Другої ліги України проти білоцерківської «Росі». Ярослав вийшов на поле в стартовому складі та відіграв увесь матч. Єдиним голом за «Десну» відзначився 14 вересня 1997 року на 21-й хвилині переможного (3:1) домашнього поєдинку 12-го туру Першої ліги України проти нікопольського «Металурга». Заяць вийшов на поле в стартовому складі, а на 77-й хвилині його замінив Кахабері Сартанія. За два з половиною сезони в чернігівському клубі у чемпіонатах України зіграв 66 матчів (1 гол) та 8 матчів у кубку України.
По завершенні сезону 1998/99 років закінчив кар'єру гравця.